# Adrien Regattin
Adrien Regattin (sinh 22 tháng 8 năm 1991 ở Champigny-sur-Marne) là một cầu thủ bóng đá Maroc thi đấu ở vị trí tiền vệ phải cho Osmanlıspor.